# ディビッドソン純マーカス
ディビッドソン 純 マーカス（ディビッドソン じゅん マーカス、英語: DAVIDSON Jun Marques, 1983年6月7日 - ）は、東京都出身の元サッカー選手、サッカー指導者。ポジションはミッドフィールダー（ディフェンシブハーフ）。

## 来歴
父親がアメリカ人、母親が日本人。小学3年生時にサッカーを始め、東京ガス（後のFC東京）の下部組織に加入。柴田峡らの指導により力を付けた。同期には尾亦弘友希らがいる。高校生時には父の故郷であるアメリカのサッカースクールに渡り、多国籍の環境下でプレーすることで精神的にも鍛えられた。同スクールの監督がJリーグ・大宮アルディージャ監督のピム・ファーベークと知己だったことから大宮での練習に参加する機会を得て、2002年8月より正式加入。加入当初は出場機会に恵まれなかったが、2004年より監督に就いた三浦俊也によってレギュラーに抜擢された。
2007年、アルビレックス新潟へ完全移籍。しかしレギュラー定着は叶わず、ヴィッセル神戸、コンサドーレ札幌、新潟復帰 と移籍を繰り返した。札幌では再び三浦の下でプレー。
2010年、マーティン・レニー (Martin Rennie) が率いるUSSF・カロライナ・レイルホークスへ移籍。
2011年、Jリーグへの復帰を選び、J2・徳島ヴォルティスに練習生として参加。2月末になって正式加入が発表された。J1昇格圏内入りには僅かに届かず、1年限りで退団。
日本国内のクラブからも誘いを受けていたが、レニーに請われ、2012年よりMLS・バンクーバー・ホワイトキャップスへ移籍。ジョック・マクドナルド 賞を獲得した。
2014年、カロライナ・レイルホークスへ復帰。主将を務めた。
2015年、タイ・サイアム・ネイビーFCへ移籍。
2016年、シャーロット・インディペンデンスへ移籍。リーダーシップとゲームコントロールを評価され レギュラーを確保。2017年をもって現役を引退。
引退後、2018年に大宮のアカデミーコーチ、2019年に広州富力のアカデミーコーチ、2020年に石家荘永昌のアシスタントコーチをそれぞれ歴任。
2021年2月より鹿児島ユナイテッドFC U-15のコーチに就任した。

## エピソード
- 敬虔なクリスチャン[2]。
- アメリカと日本の二重国籍を持っている。アメリカU-19代表候補となったが日本代表を目指すために辞退した。
- 苗字のDAVIDSONは、本来なら「デイビッドソン」と表記するところだが、出生届を受理した役所が誤って「ディビッドソン」と登録したため、そのような苗字になったという。
- 英語を話せるようになったのは渡米した高校生の頃[4]。父のジェリー・ディビッドソンは、かつてNHKラジオの英会話入門で講師をしていた[2]。

## 所属クラブ
ユース経歴
- 江東区立扇橋小学校 / 東京ガスジュニアスクール[5]
- 1996年 - 1998年  東京ガスFCジュニアユース
- 1998年 - 1999年  タシス・イングランド（英語版）
- 1999年 - 2001年  アメリカン・グローバル・サッカースクール (カリフォルニア州パサデナ)

プロ経歴
- 2002年8月 - 2006年  大宮アルディージャ
- 2007年 - 2009年  アルビレックス新潟
  - 2007年7月 - 同年12月  ヴィッセル神戸 (期限付き移籍)
  - 2008年  コンサドーレ札幌 (期限付き移籍)
- 2010年  カロライナ・レイルホークス（英語版）
- 2011年  徳島ヴォルティス
- 2012年 - 2013年  バンクーバー・ホワイトキャップス
- 2014年  カロライナ・レイルホークス
- 2015年  サイアム・ネイビーFC
- 2016年 - 2017年  シャーロット・インディペンデンス

## 個人成績
| 国内大会個人成績 | 国内大会個人成績 | 国内大会個人成績 | 国内大会個人成績 | 国内大会個人成績 | 国内大会個人成績 | 国内大会個人成績 | 国内大会個人成績 | 国内大会個人成績 | 国内大会個人成績 | 国内大会個人成績 | 国内大会個人成績 |
| 年度             | クラブ           | 背番号           | リーグ           | リーグ戦         | リーグ戦         | リーグ杯         | リーグ杯         | オープン杯       | オープン杯       | 期間通算         | 期間通算         |
| 年度             | クラブ           | 背番号           | リーグ           | 出場             | 得点             | 出場             | 得点             | 出場             | 得点             | 出場             | 得点             |
| 日本             | 日本             | 日本             | 日本             | リーグ戦         | リーグ戦         | リーグ杯         | リーグ杯         | 天皇杯           | 天皇杯           | 期間通算         | 期間通算         |
| ---------------- | ---------------- | ---------------- | ---------------- | ---------------- | ---------------- | ---------------- | ---------------- | ---------------- | ---------------- | ---------------- | ---------------- |
| 2002             | 大宮             | 34               | J2               | 0                | 0                | -                | -                | 0                | 0                | 0                | 0                |
| 2003             | 大宮             | 26               | J2               | 7                | 0                | -                | -                | 0                | 0                | 7                | 0                |
| 2004             | 大宮             | 26               | J2               | 17               | 1                | -                | -                | 1                | 1                | 18               | 2                |
| 2005             | 大宮             | 6                | J1               | 30               | 0                | 8                | 0                | 4                | 0                | 42               | 0                |
| 2006             | 大宮             | 6                | J1               | 20               | 0                | 0                | 0                | 0                | 0                | 20               | 0                |
| 2007             | 新潟             | 4                | J1               | 0                | 0                | 0                | 0                | -                | -                | 0                | 0                |
| 2007             | 神戸             | 20               | J1               | 10               | 0                | -                | -                | 1                | 0                | 11               | 0                |
| 2008             | 札幌             | 29               | J1               | 17               | 0                | 2                | 0                | 1                | 0                | 20               | 0                |
| 2009             | 新潟             | 4                | J1               | 8                | 0                | 2                | 0                | 0                | 0                | 10               | 0                |
| アメリカ         | アメリカ         | アメリカ         | アメリカ         | リーグ戦         | リーグ戦         | リーグ杯         | リーグ杯         | USオープン杯     | USオープン杯     | 期間通算         | 期間通算         |
| 2010 (en)        | カロライナ       | 18               | USSF             | 20               | 1                | 3                | 0                | -                | -                | 23               | 1                |
| 日本             | 日本             | 日本             | 日本             | リーグ戦         | リーグ戦         | リーグ杯         | リーグ杯         | 天皇杯           | 天皇杯           | 期間通算         | 期間通算         |
| 2011             | 徳島             | 27               | J2               | 24               | 0                | -                | -                | 1                | 0                | 25               | 0                |
| カナダ           | カナダ           | カナダ           | カナダ           | リーグ戦         | リーグ戦         | リーグ杯         | リーグ杯         | オープン杯       | オープン杯       | 期間通算         | 期間通算         |
| 2012 (en)        | バンクーバー     | 27               | MLS              | 24               | 0                | -                | -                | 2                | 0                | 26               | 0                |
| 2013 (en)        | バンクーバー     | 27               | MLS              | 26               | 0                | -                | -                | 2                | 0                | 28               | 0                |
| アメリカ         | アメリカ         | アメリカ         | アメリカ         | リーグ戦         | リーグ戦         | リーグ杯         | リーグ杯         | USオープン杯     | USオープン杯     | 期間通算         | 期間通算         |
| 2014 (en)        | カロライナ       | 27               | NASL             | 25               | 0                | -                | -                | 4                | 1                | 29               | 1                |
| タイ             | タイ             | タイ             | タイ             | リーグ戦         | リーグ戦         | リーグ杯         | リーグ杯         | FA杯             | FA杯             | 期間通算         | 期間通算         |
| 2015             | ネイビー         | 3                | TPL              | 32               | 1                |                  |                  |                  |                  | 32               | 1                |
| アメリカ         | アメリカ         | アメリカ         | アメリカ         | リーグ戦         | リーグ戦         | リーグ杯         | リーグ杯         | USオープン杯     | USオープン杯     | 期間通算         | 期間通算         |
| 2016 (en)        | シャーロット     | 6                | USL              | 30               | 2                | -                | -                | 1                | 0                | 31               | 2                |
| 2017 (en)        | シャーロット     | 6                | USL              |                  |                  | -                | -                |                  |                  |                  |                  |
| 通算             | 日本             | 日本             | J1               | 85               | 0                | 12               | 0                | 6                | 0                | 103              | 0                |
| 通算             | 日本             | 日本             | J2               | 48               | 1                | -                | -                | 2                | 1                | 50               | 2                |
| 通算             | カナダ           | カナダ           | MLS              | 50               | 0                | -                | -                | 4                | 0                | 54               | 0                |
| 通算             | アメリカ         | アメリカ         | NASL             | 25               | 0                | -                | -                | 4                | 1                | 29               | 1                |
| 通算             | アメリカ         | アメリカ         | USSF             | 20               | 1                | 3                | 0                | -                | -                | 23               | 1                |
| 通算             | アメリカ         | アメリカ         | USL              | 30               | 2                | -                | -                | 1                | 0                | 31               | 2                |
| 通算             | タイ             | タイ             | TPL              | 32               | 1                |                  |                  |                  |                  | 32               | 1                |
| 総通算           | 総通算           | 総通算           | 総通算           | 290              | 5                | 15               | 0                | 17               | 2                | 322              | 7                |

- 2003年6月14日：J2初出場 - J2第17節 vsサンフレッチェ広島 (大宮)
- 2004年9月23日：J2初得点 - J2第35節 vsアビスパ福岡 (大宮)
- 2005年3月05日：J1初出場 - J1第01節 vsガンバ大阪 (万博)
- 2010年4月11日：USSF初出場 - vs ACセントルイス (WakeMed Soccer Park) [27]
- 2010年9月18日：USSF初得点 - vs クリスタルパレス・ボルチモア (Paul Angelo Russo Stadium)[28]
- 2012年3月10日：MLS初出場 - MLS第1節 vsモントリオール・インパクト (BCプレイス)[29]
- 2014年4月13日：NASL初出場 - NASL第1節 vsインディ・イレブン (IU Michael A. Carroll Track & Soccer Stadium) [30]
- 2015年2月14日：TPL初出場 - 第01節 vsアーミー・ユナイテッドFC (タイ・アーミー・スポーツ・スタジアム)[31]
- 2015年8月19日：TPL初得点 - 第21節 vsBECテロ・サーサナFC (Sattahip Navy Stadium) [32]

## 指導歴
- 2018年  大宮アルディージャ アカデミーコーチ
- 2019年  広州富力 アカデミーコーチ
- 2020年  石家荘永昌 アシスタントコーチ
- 2021年 -  鹿児島ユナイテッドFC
  - 2021-2022 U-15コーチ
  - 2023-  U-15監督